# Лапшин, Михаил Юрьевич
Михаил Юрьевич Лапшин (род. 7 ноября 1991 года, Новосибирск) — российский пловец в ластах.

## Карьера
Тренируется в Новосибирском центре высшего спортивного мастерства у Я. А. Салмина. Победитель и призёр чемпионата России, серебряный призёр Кубка России.
На чемпионате мира 2015 года завоевал серебро в плавании в классических ластах на дистанции 200 метров.
Спортсмен-инструктор отделения подводного спорта Новосибирского центра высшего спортивного мастерства.